# 林伊織
林 伊織（はやし いおり、1981年12月30日 - ）は、日本の俳優、声優。天の原演劇工房 所属。神奈川県出身。
現在芸能活動を行っているかは不明。

## 人物
以前はブリングアップに所属していた。
2007年6月 - 2008年5月、平野貴裕、下崎紘史、藤原祐規、峯暢也と共に、ユニットALL BOYS LIMITEDとして活動していた。
趣味は読書。音楽鑑賞。特技は空手。

## 出演
太字はメインキャラクター。

### テレビアニメ
2001年
- こちら葛飾区亀有公園前派出所（セールスマン）
- 遊☆戯☆王デュエルモンスターズ（シェプス）

2002年
- 真・女神転生Dチルドレン ライト&ダーク（ガーゴイルC）
- Dr.リンにきいてみて!（生徒、一郎）
- ホイッスル!（畑五助）

2004年
- 吟遊黙示録マイネリーベ（取り巻き、親衛隊、男子生徒）
- Get Ride! アムドライバー（ガルシア・ルブラン）
- こちら葛飾区亀有公園前派出所（生徒、柴田健一、若者、弟分）
- 遊☆戯☆王デュエルモンスターズGX（E・HERO ネオス、フランツ、黒蠍-罠はずしのクリフ 他）

2005年
- 涼風（教師、生徒、部員）

2006年
- 家庭教師ヒットマンREBORN!（パレンツァ、隊員）
- 吟遊黙示録マイネリーベwieder（男子生徒、取り巻き）

2007年
- おねがいマイメロディ すっきり♪（トナカイB、役人B）

### OVA
2001年
- 時空異邦人KYOKO ちょこらにおまかせ!（神逆滝）

2004年
- テイルズ オブ ファンタジア THE ANIMATION

### 劇場アニメ
2010年
- 10thアニバーサリー 劇場版 遊☆戯☆王 〜超融合!時空を越えた絆〜（E・HERO ネオス）

### ゲーム
2003年
- 恐怖新聞【平成版】 怪奇! 心霊ファイル（高峰光一）

### CM
- au by KDDI Cメールばれてない？篇（ニセ浅野忠信）
- KDDIマイライン覆面座談会篇

### 舞台
- X-COW XICOカフェイン／036ウォーター
- 赤毛のアン - ギルバート 役
- ミュージカルHUNTER×HUNTER the nightmare of ZAOLDYECK（2002年8月） - 執事 役
- ミュージカル テニスの王子様 in winter 2004-2005 side 山吹 feat. 聖ルドルフ学院 （2005年1月） - 東方雅美 役
- ミュージカル テニスの王子様 コンサート Dream Live 2nd （2005年5月） - 東方雅美 役
- ミュージカル テニスの王子様 The Imperial Match 氷帝学園 in winter 2005-2006 （2005年12月 - 2006年1月） - 東方雅美 役
- ミュージカル テニスの王子様 コンサート Dream Live 4th （2007年3月） - 東方雅美 役
- ミュージカル・冒険者たち（2009年3月）

### イベント
- トッシー・ほったまと頼もしい大人達（2008年6月8日）